# Olayinka Michael Kolawole
Olayinka Michael Kolawole (Lagos, 3 de junio de 1990) es un futbolista nigeriano con nacionalidad uruguaya.

## Trayectoria
Juega como delantero y también como volante externo en el Club Oriental de Football de la Segunda División de Uruguay. Desde 2008 a 2010 jugó en las divisiones formativas del Club Atlético Peñarol de Uruguay, de 2011 a 2013 en Oriental de La Paz, de 2013 a 2015 en Salus Fútbol Club y en 2015 en Colón Fútbol Club.